# CM-1001
La CM-1001 es una carretera autonómica de segundo orden de la provincia de Guadalajara (España) que transcurre entre El Cubillo de Uceda y Atienza. Pertenece a la Red de Carreteras de la Junta de Comunidades de Castilla-La Mancha.
Es una carretera convencional de una sola calzada con un carril por sentido. Atraviesa además las localidades de Casa de Uceda, Puebla de Beleña, Torrebeleña, Fuencemillán, Cogolludo, Congostrina, Hiendelaencina, Robledo de Corpes y Naharros.